# Patrick Heiz
Patrick Heiz (* 1973 in Nyon) ist ein Schweizer Architekt, Universitätsprofessor und Mitgründer von Made in.

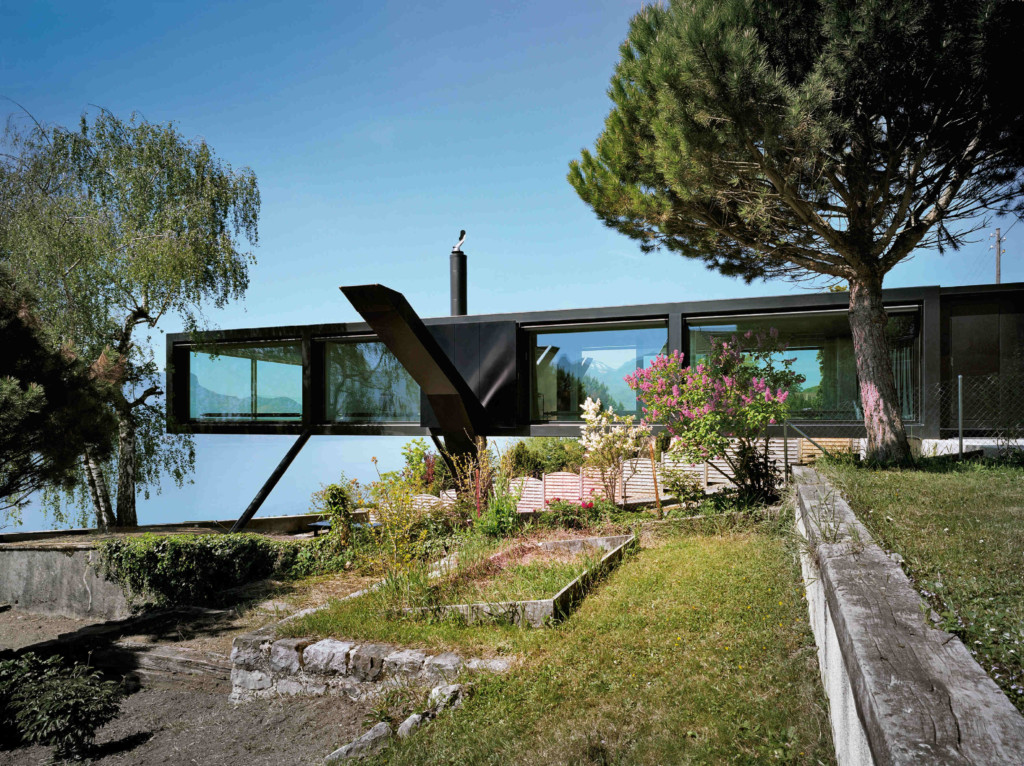
Vila Chardonne

## Werdegang
Patrick Heiz studierte von 1993 bis 1999 Architektur an der ETH Zürich. Nach dem Diplom bei Hans Kollhoff praktizierte er bei Team Zoo in Tokio (1997) und bei Ernst Gisel in Zürich (1997) und arbeitete bei Herzog & de Meuron in Basel (2000–02). 2003 gründete er mit Adrien Verschuere und François Charbonnet Made in in Genf. Er lehrte als Gastdozent an der ETH Zürich (2011–14), der Accademia di Architettura di Mendrisio (2014–15) und am Kyoto Design Lab (2017–18) und seit 2018 als Professor für Architektur und Entwurf an der ETH Zürich.
Patrick Heiz wurde 2018 als Gastkritiker von Raphael Zuber an die ETH Zürich eingeladen.

## Bauwerke
Eine Auswahl der Bauwerke von Made in werden von Walter Mair fotografiert.
- 2008: Villa Chardonne[4]
- 2011: W Apartment, Genf
- 2014: Gleisarena, Zürich[5][6]

## Auszeichnungen und Preise
- 2006: Prix Fédéral Suisse d'Art & d'Architecture[7]
- 2009: Bronzener Hase für Haus Heiz, Chardonne[8]
- 2009: Anerkennung – Prix Acier für Haus Heiz, Chardonne[9]
- 2023: Schönste Deutsche Bücher für Portraits. Architectural Parables. Park Books, Zürich 2022[10]
- 2023: Schönste Schweizer Bücher für Portraits. Architectural Parables. Park Books, Zürich 2022

## Bücher
- François Charbonnet, Patrick Heiz (Hrsg.): Portraits. Architectural Parables. Park Books, Zürich 2022. ISBN 978-3-03860-309-2